# Boschi di miombo meridionali
I boschi di miombo meridionali sono un'ecoregione dell'ecozona afrotropicale, definita dal WWF (codice ecoregione: AT0719), che si estende in modo discontinuo nell'Africa australe, attraverso Zimbabwe, Zambia, Malawi e Mozambico.

## Territorio
È un'ecoregione di savana che occupa una superficie di 408.300 km², ripartiti in quattro zone principali nel centro dello Zimbabwe, nel sud-ovest del Mozambico, nel sud dello Zambia e nell'ovest del Malawi. Intervallata con la savana alberata a mopane dello Zambesi, confina a nord con i boschi di miombo dello Zambesi centrale, a nord-ovest con le praterie inondabili dello Zambesi, ad ovest con i boschi di Baikiaea dello Zambesi, a sud-ovest con la savana alberata a mopane dello Zambesi, a sud con i laghi salati del bacino dello Zambesi, a sud-est con la foresta costiera a mosaico di Zanzibar-Inhambane meridionale e la savana inondabile costiera dello Zambesi, e ad est con il mosaico montano di foreste-praterie del Malawi meridionale. Inoltre, include, nella regione di frontiera tra Zimbabwe e Mozambico, il mosaico montano di foreste-praterie dello Zimbabwe orientale e, presso la frontiera tra Mozambico e Malawi, le enclaves più meridionali del mosaico montano di foreste-praterie del Rift meridionale. Si tratta di una pianura piatta o leggermente ondulata, costellata di inselberg, con un'altitudine compresa tra i 1000 e i 1500 m. Il clima è tropicale di savana, con tre stagioni: una stagione secca e calda tra agosto e ottobre, una stagione umida e calda tra novembre e marzo e una stagione secca mite tra aprile e agosto. Le massime variano tra 18 e 27 °C, e le minime tra 9 e 15 °C. Le precipitazioni si concentrano in estate, con una media annua di 600–1000 mm.

## Flora
La flora, povera di specie, è dominata da alberi della sottofamiglia Caesalpinioideae, soprattutto dei generi Brachystegia (miombo) e Julbernardia. Predominano le specie Brachystegia spiciformis e Julbernardia globiflora. Altre specie comuni sono il masuku (Uapaca kirkiana), Brachystegia boehmii, Monotes glaber, le proteacee Faurea saligna e Faurea rochetiana, la combretacea Combretum molle, la mimosoidea Albizia antunesiana, Strychnos spinosa, l'arancio delle scimmie (Strychnos cocculoides), il prugnolo malgascio (Flacourtia indica) e la rubiacea Vangueria infausta. L'erba è scarsa. In alcune aree si possono incontrare savane di cacie, praterie, foreste secche decidue e boscaglia.

## Fauna
La varietà faunistica della regione è abbastanza alta; essa condivide molte specie con le ecoregioni vicine: dal momento che i periodi di siccità sono lunghi e gli incendi frequenti, molte specie devono effettuare lunghi spostamenti per trovare cibo, acqua e riparo. La densità di mammiferi è bassa. Tra le specie presenti, spiccano tre specie minacciate: il rinoceronte nero (Diceros bicornis, l'elefante (Loxodonta africana) e il rinoceronte bianco (Ceratotherium simum). Ungulati tipici di questa ecoregione sono l'antilope roana (Hippotragus equinus), l'antilope nera (Hippotragus niger), l'alcelafo di Lichtenstein (Alcelaphus buselaphus lichtensteinii), la redunca comune (Redunca arundinum), il kudù maggiore (Tragelaphus strepsiceros), l'eland (Taurotragus oryx), il bufalo cafro (Syncerus caffer) e il damalisco comune (Damaliscus lunatus). Tra i carnivori presenti nella regione vi sono il leone (Panthera leo), il leopardo (Panthera pardus), il ghepardo (Acinonyx jubatus), la iena maculata (Crocuta crocuta), il licaone (Lycaon pictus), il caracal (Caracal caracal), lo sciacallo striato (Canis adustus) e la mangusta di Selous (Paracynictis selousi). In questa ecoregione abitano tre uccelli minacciati: il grifone del Capo (Gyps coprotheres), il grillaio (Falco naumanni) e il falco delle Taita (Falco fasciinucha). Delle quasi cinquecento specie di uccelli presenti nell'ecoregione, solo sei sono quasi endemiche: l'inseparabile di Lilian (Agapornis lilianae), il sassicolo delle pietraie (Pinarornis plumosus), il picchio di Stierling (Dendropicos stierlingi), il barbetto di Chaplin (Lybius chaplini), il macchiettino golarosa (Hypargos margaritatus) e il beccasemi pettolimone (Crithagra citrinipectus). Solo tra i rettili vi è un'alta percentuale di endemismi. Quattro specie sono strettamente endemiche: il serpente Lycophidion nanum e le lucertole Smaug regius, Platysaurus ocellatus e Pachydactylus oshaughnessyi.

## Conservazione
L'ecoregione è considerata vulnerabile: a causa dell'agricoltura, al di fuori delle aree protette sono ben poche le zone rimaste inalterate. La popolazione umana è molto numerosa ed entro i confini della regione sorgono città come Harare e Lusaka. La densità di popolazione varia tra i 20 e i 200 abitanti per km². Nello Zambia, tre parchi nazionali occupano parte di questa ecoregione: il parco nazionale del Luangwa Settentrionale, il parco nazionale Lukusuzi e il parco nazionale del basso Zambesi. Quasi la totalità del resto dell'ecoregione nello Zambia è protetta in riserve di caccia. Nello Zimbabwe vi è un gran numero di piccole aree protette: il parco nazionale Chizarira, l'area di safari di Chirisa, il parco nazionale Matusadona, l'area di safari di Mavuradonha, il parco nazionale Nyanga, la riserva botanica di Mazowe, il parco ricreativo di Sebakwe, il parco ricreativo Robert McLlwaine, il parco ricreativo del lago Kyle e il parco ricreativo di Ngezi. In Mozambico si trova il parco nazionale di Gorongosa.